# Lev Kamenev
Lev Borisovitj Kamenev (ryska: Лев Борисович Каменев), född Rozenfeld, 18 juli (6 juli enligt g.s.) 1883 i Moskva, Ryssland, död 25 augusti 1936 i Moskva, Sovjetunionen, var en sovjetisk bolsjevikpolitiker. Han spelade under åren 1922–1925 en viktig roll i det så kallade triumviratet tillsammans med Josef Stalin och Grigorij Zinovjev. Från 1926 tillhörde han oppositionen mot Stalin och avrättades som förment trotskist 1936.

## Biografi

### Ursprung och uppväxt
Lev Kamenev föddes den 18 juli 1883 och var son till lokföraren Boris Rozenfeld; fadern och modern var tidigt under Lev Kamenevs uppväxt aktiva i revolutionära rörelser i Tsarryssland; fadern hade övergått till kristendomen från judendomen. 
År 1901 började Kamenev att studera juridik i Moskva och blev samma år medlem i Rysslands socialdemokratiska arbetareparti. Han tillbringade även tid i Tbilisi där han träffade Josef Stalin. Efter en kortare tid i häkte 1902 gav han upp sina studier och blev "yrkesrevolutionär" i samma parti som han tidigare gått med i. 
Samma år reste han till Västeuropa där han träffade Lenin och andra revolutionärer. Han gifte sig med Olga Bronstein, Leo Trotskijs syster.

### Tidiga politiska aktiviteter
År 1905 återvände Kamenev till Ryssland för att delta i den första ryska revolutionen. År 1907 häktades han och tillbringade ett år i fängelse. Efter sin frigivning 1908 gick han under jorden och blev i Genève en av Lenins närmaste medarbetare. 
Tillsammans med Lenin och Zinovjev bekämpade han de så kallade mensjevikerna Aleksandr Bogdanov och Anatolij Lunatjarskij inom partiet.
År 1915 återvände han till Ryssland och Petrograd för att ge ut tidningen Pravda och för att leda den bolsjevikiska gruppen i duman. Efter första världskrigets utbrott 1914 greps han igen och förvisades till Sibirien där han ånyo träffade Stalin. Under rättegången mot dumafraktionen 1915 intog Kamenev en avvikande hållning och avsvor sig partiets revolutionära antikrigspolitik. Efter februarirevolutionen 1917 kunde han återvända till Petrograd.

### Under oktoberrevolutionen
Den 3 april 1917 återvände Vladimir Lenin till Ryssland och kritiserade Kamenev, som varit av åsikten att bolsjevikerna skulle stödja den provisoriska regeringen. Trots sin opposition mot Lenin valdes Kamenev in i bolsjevikernas centralkommitté. Han och Zinovjev röstade den 27 september / 10 oktober mot att genomföra det väpnade uppror som gått till historien som oktoberrevolutionen.

### Medlem i bolsjevikernas regering

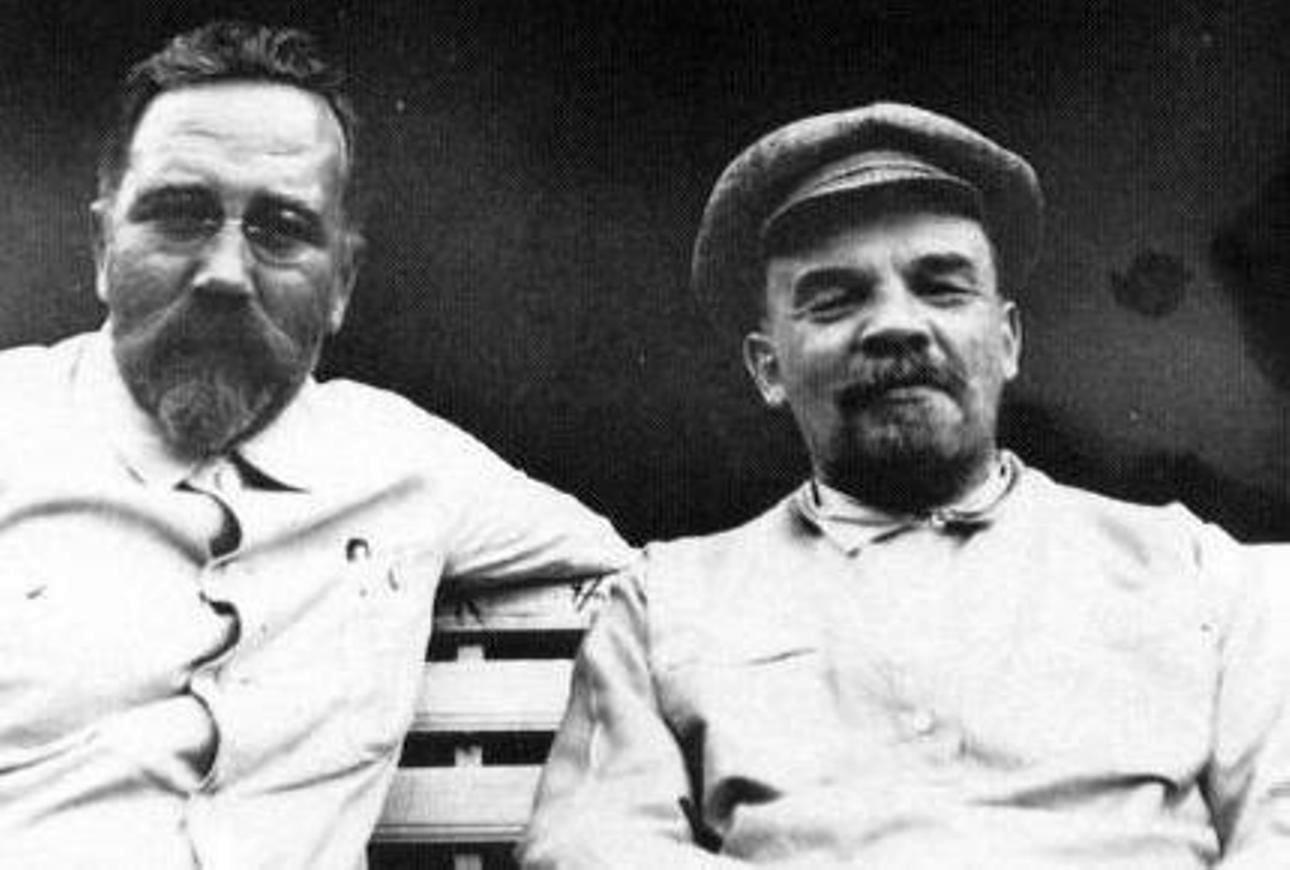
Lev Kamenev och Vladimir Lenin, cirka 1920.

Efter oktoberrevolutionens seger föreslog Kamenev en koalitionsregering som skulle omfatta alla socialistiskt inriktade partier. Under en kort period innehade han posten som ordförande i den Allryska centralexekutivkommittén och var därmed Sovjets statschef från den 9 november till den 21 november 1917. Från 1917 till 1926 var han medlem av Centralkommittén och från 1919 till 1926 medlem av politbyrån i Rysslands socialdemokratiska arbetareparti (bolsjevikerna). Han var ledare för exekutivkommittén för Moskvasovjeten och vice ordförande för Folkkommissariernas råd.
År 1922 stödde han Josef Stalins val till den nyinstiftade posten som generalsekreterare för partiet. Kamenev, Josef Stalin och Grigorij Zinovjev bildade ett informellt block, känt på svenska som triumviratet eller mer sällan trojkan.
Lenininstitutet inrättades 1923, ett år före Lenins död. Det var från början ett separat organ knutet till centralkommittén och fusionerades inte med Marx-Engels institutet förrän 1931. Lev Kamenev var dess förste chef. 

### Nedgång
I maktkampen efter Lenins död 1924 stödde Kamenev Stalin i kampen mot Trotskij. Redan 1925 började han dock att hamna i konflikt med Stalin, bland annat kring frågan om det vore möjligt att bygga ’socialismen i ett land’. Vid 14:e partikongressen 1925 ifrågasatte han öppet Stalins ledarskap. Ur det stenografiska protokollet  heter det; - ”Kamenev: Vi motsätta oss ledarprincipen och tillsättandet av en ledare. Vi motsätta oss att sekretariatet, enhetspolitiken och organisationen såsom sådan placeras ovanför den politiska organisationen. Vi kämpa för en inre organisation som ger högsta makten åt politbyrån, en organisation som omfattar alla de politiska intelligenserna inom partiet, och därunder placerar sekretariatet såsom den tekniska verkställaren av byråns beslut…(Tumult)… Jag har blivit övertygad om att kamrat Stalin inte kan fylla uppgiften att samordna den bolsjevikiska generalstaben”. 
År 1926 avlägsnades han från politbyrån och andra viktiga uppdrag. År 1927 uteslöts han ur partiet. Han återupptogs i partiet 1928 och fick den relativt underordnade posten som föreståndare för Institutet för världslitteratur. År 1932 uteslöts han för andra gången ur partiet.
År 1936 blev Lev Kamenev, tillsammans med Grigorij Zinovjev och andra anti-stalinister dömda till döden i en skådeprocess, den så kallade första Moskvarättegången. Lev Kamenev avrättades genom arkebusering den 25 augusti 1936. 
Långt efter hans död, år 1988 blev Lev Kamenev, i Sovjetunionen rehabiliterad och postumt återupptagen i Sovjetunionens kommunistiska parti.